# Gesetz über die Kontrolle von Kriegswaffen
Das Gesetz über die Kontrolle von Kriegswaffen regelt die Herstellung, die Überlassung, das Inverkehrbringen, den Erwerb und auch den Transport von Gegenständen, Stoffen und Organismen, die zur Kriegsführung bestimmt sind. Die Genehmigungsbehörde ist hierbei vor allem das Bundesministerium für Wirtschaft und Klimaschutz. Daneben kontrolliert auch das Bundesamt für Wirtschaft und Ausfuhrkontrolle (BAFA) die Ein- und Ausfuhr von Kriegswaffen, beispielsweise durch regelmäßige Einsicht in die Kriegswaffenbücher.
Für den Export benötigt man eine Ausfuhrgenehmigung. Handlungen, die ohne die erforderliche Genehmigung vorgenommen werden, stehen unter Strafe. Diese Strafen fallen deutlich gravierender aus als die des Außenwirtschaftsgesetzes und beinhalten Freiheitsstrafen (bis 5 Jahre).
Von den Bestimmungen sind alle Vorrichtungen, Teile, Geräte, Einrichtungen, Substanzen und Organismen ausgenommen, die zivilen Zwecken oder der wissenschaftlichen, medizinischen oder industriellen Forschung auf dem Gebiet der reinen und angewandten Wissenschaft dienen.

## Regelungskonzept
Das KrWaffKontrG begrenzt die Weiterverbreitung von Kriegswaffen (Proliferation) auf nur ausnahmsweise berechtigte Personen bzw. Firmen. Notwendig ist in jedem Falle eine Genehmigung. Zuwiderhandlungen sind in aller Regel Straftaten nach den §§ 19–20a, 22a KrWaffKontrG. Die Strafvorschriften sind wegen des hohen Gefährlichkeitspotenzials als Straftatbestände ausgestaltet. Das Kriegswaffenkontrollgesetz gehört somit zum Nebenstrafrecht.

## Kriegswaffen
Zu den Kriegswaffen im Sinne dieses Gesetzes zählen alle zur Kriegsführung vorgesehenen Waffen gemäß Kriegswaffenliste, zum Beispiel:
- ABC-Waffen
- Kampfflugzeuge und Kampfhubschrauber
- Kriegsschiffe, Landungsboote und U-Boote
- Kampfpanzer und andere gepanzerte Fahrzeuge
- Raketenwaffen sowie ihre mobilen und stationären Start-Vorrichtungen
- Haubitzen, Artillerie, Landminen, Seeminen, Antipersonenminen, Minenwerfer, Minenlege-Vorrichtungen und Sprengbomben
- Vollautomatische Schusswaffen wie Maschinenkarabiner, Maschinengewehr, Sturmgewehr und Maschinenpistole (Kriegsschusswaffen)
- Flammenwerfer und Granatwerfer
- Handgranaten und Streumunition
- Torpedos, Landminen/Seeminen/Antipersonenminen/Panzerabwehrminen, Bomben und Wasserbomben
- Panzerabwehrhandwaffen wie Panzerfaust und RPG
- Gefechtsköpfe und die meiste Munition für die aufgeführten Waffen
- Laserwaffen, besonders dafür konstruiert, permanente Erblindung zu verursachen[4]

## Kritik
Es wird kritisiert, dass das KrWaffKontrG aufgrund von gesetzlichen Grauzonen und Gesetzeslücken zu leicht umgangen werden kann und somit ergänzende Regelungen benötigt, wie das Außenwirtschaftsgesetz. Auch den Handel mit Produktionslizenzen für Waffen im Ausland reguliert das KrWaffKontrG demnach nur unzureichend. Weiterhin steht das KrWaffKontrG in Konkurrenz zu anderen Rechtsnormen, besonders auf EU-Ebene, und erhöht somit die Rechtsunsicherheit. Kritiker der bisherigen Gesetzeslage bewerten es als Zwischenerfolg, dass ihr Vorschlag eines nationalen Rüstungsexportkontrollgesetzes Eingang in den Koalitionsvertrag der im November 2021 gebildeten Ampelkoalition gefunden hatte.